# June Squibb
June Louise Squibb (Vandalia, 6 de novembre de 1929) és una actriu estatunidenca més coneguda per interpretar papers secundaris en diverses pel·lícules com Alice, Scent of a Woman, L'edat de la innocència, In & Out i Lluny del cel. També ha actuat en sèries de televisió com Ghost Whisperer i a Broadway, incloent la seva participació en la producció original Gypsy.
Squibb va interpretar a l'esposa de Jack Nicholson en la pel·lícula d'Alexander Payne About Schmidt i a l'esposa de Bruce Dern en Nebraska, també de Payne, per la qual va rebre una nominació a l'Oscar a la millor actriu secundària.

## Biografia
Squibb va néixer i es va criar a Vandalia, Illinois, com a filla única de Joy Belle (cognom de soltera Force; 1905-1996) i Lewis Squibb (1905–1996). La seva mare era una àvida jugadora de golf i pianista molt coneguda que va començar a interpretar alguns papers en pel·lícules mudes en la dècada del 1920, i més tard va participar en concursos de piano, guanyant el World Championship Old Time Piano Playing Contest l'any 1975 i 1976. El seu pare estava en el negoci d'assegurances i va servir en l'Armada durant la Segona Guerra Mundial.
El primer marit de Squibb va ser l'actor Edward Sostek de qui es divorciaria aviat; per casar-se es va convertir al judaisme en la dècada del 1950, religió que encara professa. Va contreure matrimoni per segona vegada amb el professor de teatre Charles Kakatsakis (1929–1999) de qui és vídua, amb qui va tenir el seu fill Harry Kakatsakis, un director de cinema conegut pel seu curtmetratge Admissions.
Quan se li va preguntar sobre la discriminació a causa de l'edat al món de l'espectacle, Squibb va declarar: «Bé, és com qualsevol altra cosa. Sempre he cregut que les regles estan fetes per trencar-se».

### Teatre
Squibb va iniciar la seva carrera en el teatre musical en el St. Louis Muny i es va formar en la Cleveland Play House i en l'HB Studio després de traslladar-se a la ciutat de Nova York. Mentre estava en la Cleveland Play House va actuar en obres com Marseilles, The Play’s the Thing, Goodbye, My Fancy, The Heiress, Detective Story, Antigone, Ladies in Retirement i Bloomer Girl durant la dècada de 1950. El 2015, va ser honrada com a part del saló de la fama d'aquesta companyia de teatre.
La seva gran oportunitat a Nova York li va arribar en aconseguir el paper de Dulcie en el Off-Broadway The Boy Friend el 1958. El 1959, es va presentar en un remontatge Off-Broadway de Lend an Ear protagonitzada per Elizabeth Allen. Va debutar a Broadway amb la producció original Gypsy: A Musical Fable protagonitzada per Ethel Minven, assumint el paper de la streeper Electra el 1960. El seu següent paper va ser en The Happy Time que es va estrenar el 1968 i va ser nominat pel premi Tony al millor musical. Entre aquests dos treballs, Squibb va ser model fotogràfica per a novel·les rosa i va fer comercials.
El 1995, va aparèixer en l'obra Sacrilege a Broadway, protagonitzada per Ellen Burstyn.
Squibb també ha interpretat diversos papers en gires nacionals, teatres regionals i fora de Broadway. El 2012, va interpretar a la matriarca Stella Gordon en Dividing the Estate, estrenada en el Dallas Theater Center pel qual va ser aclamada per la crítica.

## Filmografia

### Cinema
| Any  | Títol                                           | Paper                 | Notes        |
| ---- | ----------------------------------------------- | --------------------- | ------------ |
| 1990 | Alice                                           | Hilda                 |              |
| 1992 | Scent of a Woman                                | Sra. Hunsaker         |              |
| 1993 | L'edat de la innocència                         | Nana Mingott          |              |
| 1997 | In & Out                                        | Primera Gretchen      |              |
| 1998 | Meet Joe Black                                  | Helen                 |              |
| 2002 | About Schmidt                                   | Helen Schmidt         |              |
| 2002 | Lluny del cel (Far from Heaven)                 | Anciana               |              |
| 2003 | Another Night                                   | Nana                  | Curtmetratge |
| 2004 | Benvingut a Mooseport (Welcome to Mooseport)    | Irma                  |              |
| 2007 | Dead Write                                      | Senyoreta Copperfiled |              |
| 2008 | Just Add Water                                  | Mare                  |              |
| 2008 | Character Assassins                             | —                     | Curtmetratge |
| 2008 | Old Days                                        | Gertrude              | Curtmetratge |
| 2010 | Miss This at Your Peril                         | Scarlett Penaranda    | Curtmetratge |
| 2011 | Atles Shrugged: Part I                          | Sra. Hastings         |              |
| 2011 | The Perfect Family                              | Sra. Punch            |              |
| 2011 | The Big Year                                    | vella                 |              |
| 2012 | The Man Who Shook the Hand of Vicente Fernández | Irma                  |              |
| 2012 | Would You Rather                                | Linda                 |              |
| 2013 | Nebraska                                        | Kate Grant            |              |
| 2015 | I'll See You in My Dreams                       | Georgina              |              |
| 2015 | Love the Coopers                                | Tia Fishy             |              |
| 2016 | Table 19                                        | —                     |              |
| 2016 | Other People                                    | Ruth-Anne             |              |

### Televisió
| Any       | Títol                      | Paper                        | Notes                                         |
| --------- | -------------------------- | ---------------------------- | --------------------------------------------- |
| 1985      | CBS Schoolbreak Special    | Landlady                     | Episodi: The Day the Sènior Class Got Married |
| 1995      | Law & Order                | Sylvia Sherman               | Episodi: Progeny                              |
| 1999      | Law & Order                | Eileen De Rose               | Episodi: Merger                               |
| 2001      | Ed                         | Organist                     | Episodi: Valentine's Day                      |
| 2003–2004 | Judging Amy                | Louise Flowers               | 5 episodis                                    |
| 2003      | ER                         | Filla de la Seguritat Social | Episodi: No Strings Attached                  |
| 2003      | Just Shoot Me!             | Sra. Pebbles                 | Episodi: Son of a Preacher Man                |
| 2005      | House, MD                  | Ramona                       | Episodi: Love Hurts                           |
| 2005      | The Bernie Mac Show        | Nun                          | Episodi: Night of Terror                      |
| 2005      | Two and a Half Men         | Margaret                     | Episodi: Sleep Tight, Puddin' Pop             |
| 2005      | Curb Your Enthusiasm       | Sra. Cone                    | Episodi: The End                              |
| 2005–2007 | Ghost Whisperer            | Àvia                         | 6 episodis                                    |
| 2006      | 7th Heaven                 | Sra. Rusnak                  | Episodi: Love and Obsession                   |
| 2007      | The Bill Engvall Show      | Edda                         | 2 episodis                                    |
| 2007      | A Stranger's Heart         | Tia Cass                     | Pel·lícula per a la televisió                 |
| 2008      | Cold Case                  | Annette Hicks                | Episodi: Slipping                             |
| 2008      | Shark Swarm                | Bess Wilder                  | Pel·lícula per a la televisió                 |
| 2008–2009 | The Young and the Restless | Pearl                        | 19 episodis                                   |
| 2011      | Eagleheart                 | Esther                       | Episodi: Once in a Wattle                     |
| 2012      | Castle                     | Jamie Isaacson               | Episodi: Once Upon a Crime                    |
| 2012      | Mike & Molly               | Francine                     | Episodi: The Rehearsal                        |
| 2013–2015 | Getting On                 | Varla Pounder                | 3 episodis                                    |
| 2013      | The Millers                | Blanche                      | Episodi: Carol's Parents Are Coming to Town"  |
| 2014      | Girls                      | Àvia Flo                     | Episodi: Flo                                  |
| 2014      | Glee                       | Maggie Banks                 | Episodi: Old Dog, New Tricks                  |
| 2014      | Devious Maids              | Velma Mudge                  | 2 episodis                                    |
| 2015      | The Jack and Triumph Show  | June Gregory                 | 7 episodis                                    |
| 2015      | 7 Days in Hell             | Elisabet II del Regne Unit   | Pel·lícula per a la televisió                 |
| 2015      | Axe Cop                    | Tutukaka Female (veu)        | Episodi: The Ultimate Mat                     |
| 2015      | Wander Over Yonder         | Stella Starbella (veu)       | Episodi: The Loose Screw                      |
| 2015      | Mom                        | Dottie                       | Episodi: Terrorists and Gingerbread           |
| 2015      | Code Black                 | Dorothy                      | Episodi: Bon Arbre                            |
| 2016      | The Big Bang Theory        | Constance, Sheldon Cooper    | Episodi: The Meemaw Materialization           |
| 2016      | Modern Family              | Auntie Alice                 | Episodi: Thunk in the Trunk                   |

## Premis i nominacions
| Any  | Títol    | Categoria                                                                                     | Resultat   |
| ---- | -------- | --------------------------------------------------------------------------------------------- | ---------- |
| 2013 | Nebraska | Oscar a la millor actriu secundària                                                           | Nominada   |
| 2013 | Nebraska | Premi Alliance of Women Film Journalists per millor repartiment                               | Nominada   |
| 2013 | Nebraska | Premi American Comedy a la Millor actriu de comèdia - cinema                                  | Nominada   |
| 2013 | Nebraska | Premi Circuit Community per millor actriu secundària                                          | Nominada   |
| 2013 | Nebraska | Premi Boston Society of Film Critics per millor actriu secundària                             | Guanyadora |
| 2013 | Nebraska | Premi Boston Society of Film Critics per millor repartiment                                   | Guanyadora |
| 2013 | Nebraska | Premi Broadcast Film Critics Association per millor repartiment                               | Nominada   |
| 2013 | Nebraska | Premi Broadcast Film Critics Association per millor actriu secundària                         | Nominada   |
| 2013 | Nebraska | Premi Chicago Film Critics Association per millor actriu secundària                           | Nominada   |
| 2013 | Nebraska | Premi Dallas–Fort Worth Film Critics Association per millor actriu secundària                 | Nominada   |
| 2013 | Nebraska | Premi Denver Film Critics Society per millor actriu secundària                                | Nominada   |
| 2013 | Nebraska | Premi Detroit Film Critics Society per millor actriu secundària                               | Nominada   |
| 2013 | Nebraska | Premi Georgia Film Critics Association per millor actriu secundària                           | Nominada   |
| 2013 | Nebraska | Premi Gold Derby per millor actriu secundària                                                 | Nominada   |
| 2013 | Nebraska | Globus d'Or a la millor actriu secundària                                                     | Nominada   |
| 2013 | Nebraska | Premi Guardian Film per millor línia en un diàleg                                             | Nominada   |
| 2013 | Nebraska | Premi Guardian Film per millor actor/actriu secundària                                        | Guanyadora |
| 2013 | Nebraska | Premi Houston Film Critics Society per millor actriu secundària                               | Nominada   |
| 2013 | Nebraska | Premis Independent Spirit per millor dona de repartiment                                      | Nominada   |
| 2013 | Nebraska | Premi Indiana Film Journalists Association per millor actriu secundària                       | Nominada   |
| 2013 | Nebraska | Premi Los Angeles Film Critics Association per millor actriu secundària                       | Nominada   |
| 2013 | Nebraska | Premi London Film Critics Circle per actriu secundària de l'any                               | Nominada   |
| 2013 | Nebraska | Premi New York Film Critics Circle per millor actriu secundària                               | Nominada   |
| 2013 | Nebraska | Premi Phoenix Film Critics Society per millor actriu secundària                               | Nominada   |
| 2013 | Nebraska | Premi Phoenix Film Critics Society per interpretació excepcional en càmera                    | Nominada   |
| 2013 | Nebraska | Premi San Francisco Film Critics Circle per millor actriu secundària                          | Nominada   |
| 2013 | Nebraska | Santa Barbara International Film Festival - Virtuos Award                                     | Guanyadora |
| 2013 | Nebraska | Premis Satellite al millor repartiment – cinema                                               | Guanyadora |
| 2013 | Nebraska | Premis Satellite per millor actriu secundària - cinema                                        | Guanyadora |
| 2013 | Nebraska | Premis del Sindicat d'Actors per Interpretació excepcional d'una actriu en un paper secundari | Nominada   |
| 2013 | Nebraska | St. Louis Gateway Film Critics Association per millor actriu secundària                       | Nominada   |
| 2013 | Nebraska | Premi Toronto Film Critics Association per millor actriu secundària                           | Nominada   |
| 2013 | Nebraska | Premi Washington D. C. Area Film Critics Association per millor actriu secundària             | Nominada   |